# Bayer 04 Leverkusen Fußball 2025-2026
Questa voce raccoglie le informazioni riguardanti il Bayer 04 Leverkusen Fußball nelle competizioni ufficiali della stagione 2025-2026.

## Divise e sponsor
Lo sponsor tecnico, per la stagione 2025-2026, è New Balance, mentre il main sponsor, per il decimo o consecutivo, è Barmenia Versicherung, marchio dell'omonimo gruppo assicurativo indipendente. 
| Casa | Trasferta |

## Rosa
Rosa e numerazione aggiornate al 14 agosto 2025.
| N. |                         | Ruolo | Calciatore          |
| -- | ----------------------- | ----- | ------------------- |
| 1  | Paesi Bassi (bandiera)  | P     | Mark Flekken        |
| 3  | Ecuador (bandiera)      | D     | Piero Hincapié      |
| 4  | Inghilterra (bandiera)  | D     | Jarell Quansah      |
| 7  | Germania (bandiera)     | A     | Jonas Hofmann       |
| 8  | Germania (bandiera)     | C     | Robert Andrich ()   |
| 10 | Stati Uniti (bandiera)  | C     | Malik Tillman       |
| 11 | Francia (bandiera)      | A     | Martin Terrier      |
| 12 | Burkina Faso (bandiera) | D     | Edmond Tapsoba      |
| 13 | Brasile (bandiera)      | D     | Arthur              |
| 14 | Rep. Ceca (bandiera)    | A     | Patrik Schick       |
| 16 | Francia (bandiera)      | D     | Axel Tape           |
| 17 | Germania (bandiera)     | A     | Farid Alfa-Ruprecht |
| 18 | Argentina (bandiera)    | A     | Alejo Sarco         |
| 19 | Paesi Bassi (bandiera)  | A     | Ernest Poku         |

| N. |                      | Ruolo | Calciatore         |
| -- | -------------------- | ----- | ------------------ |
| 20 | Spagna (bandiera)    | D     | Alejandro Grimaldo |
| 21 | Francia (bandiera)   | C     | Amine Adli         |
| 22 | Nigeria (bandiera)   | A     | Victor Boniface    |
| 23 | Nigeria (bandiera)   | A     | Nathan Tella       |
| 24 | Spagna (bandiera)    | C     | Aleix García       |
| 25 | Argentina (bandiera) | C     | Exequiel Palacios  |
| 28 | Germania (bandiera)  | P     | Janis Blaswich     |
| 30 | Algeria (bandiera)   | C     | Ibrahim Maza       |
| 35 | Camerun (bandiera)   | A     | Christian Kofane   |
| 36 | Germania (bandiera)  | P     | Niklas Lomb        |
| 44 | Francia (bandiera)   | D     | Jeanuël Belocian   |

## Calciomercato

### Sessione estiva
| Acquisti         | Acquisti            | Acquisti            | Acquisti                    |
| R.               | Nome                | da                  | Modalità                    |
| ---------------- | ------------------- | ------------------- | --------------------------- |
| C                | Malik Tillman       | PSV                 | definitivo (35 milioni €)   |
| D                | Jarell Quansah      | Liverpool           | definitivo (35 milioni €)   |
| C                | Ibrahim Maza        | Hertha Berlino      | definitivo (12 milioni €)   |
| A                | Ernest Poku         | AZ Alkmaar          | definitivo (10 milioni €)   |
| P                | Mark Flekken        | Brentford           | definitivo (10 milioni €)   |
| A                | Christian Kofane    | Albacete            | definitivo (5,25 milioni €) |
| P                | Janis Blaswich      | RB Lipsia           | definitivo (2 milioni €)    |
| D                | Tim Oermann         | Bochum              | definitivo (1,8 milioni €)  |
| A                | Farid Alfa-Ruprecht | Manchester City     | definitivo (1,3 milioni €)  |
| D                | Axel Tape           | Paris Saint-Germain | gratuito                    |
| Altre operazioni |                     |                     |                             |
| R.               | Nome                | da                  | Modalità                    |
| D                | Odilon Kossounou    | Atalanta            | fine prestito               |
| C                | Gustavo Puerta      | Hull City           | fine prestito               |

| Cessioni         | Cessioni         | Cessioni            | Cessioni                   |
| R.               | Nome             | a                   | Modalità                   |
| ---------------- | ---------------- | ------------------- | -------------------------- |
| C                | Florian Wirtz    | Liverpool           | definitivo (125 milioni €) |
| D                | Jeremie Frimpong | Liverpool           | definitivo (40 milioni €)  |
| D                | Odilon Kossounou | Atalanta            | definitivo (20 milioni €)  |
| C                | Granit Xhaka     | Sunderland          | definitivo (15 milioni €)  |
| C                | Gustavo Puerta   | Hull City           | definitivo (3,5 milioni €) |
| P                | Lukáš Hrádecký   | Monaco              | definitivo (3 milioni €)   |
| D                | Jonathan Tah     | Bayern Monaco       | definitivo (2 milioni €)   |
| P                | Matěj Kovář      | PSV                 | prestito                   |
| D                | Tim Oermann      | Sturm Graz          | prestito                   |
| D                | Abdoulaye Faye   | Lorient             | prestito                   |
| A                | Artem Stepanov   | Norimberga          | prestito                   |
| C                | Francis Onyeka   | Bochum              | prestito                   |
| Altre operazioni |                  |                     |                            |
| R.               | Nome             | da                  | Modalità                   |
| C                | Emiliano Buendía | Aston Villa         | fine prestito              |
| D                | Nordi Mukiele    | Paris Saint-Germain | fine prestito              |
| D                | Mario Hermoso    | Roma                | fine prestito              |

### Sessione invernale
| Acquisti         | Acquisti         | Acquisti         | Acquisti         |
| R.               | Nome             | da               | Modalità         |
| Altre operazioni | Altre operazioni | Altre operazioni | Altre operazioni |
| R.               | Nome             | da               | Modalità         |
| ---------------- | ---------------- | ---------------- | ---------------- |

| Cessioni         | Cessioni         | Cessioni         | Cessioni         |
| R.               | Nome             | a                | Modalità         |
| Altre operazioni | Altre operazioni | Altre operazioni | Altre operazioni |
| R.               | Nome             | da               | Modalità         |
| ---------------- | ---------------- | ---------------- | ---------------- |

## Risultati

### Bundesliga

#### Girone di andata
| Leverkusen 23 agosto 2025, ore 15:30 CEST 1ª giornata | Bayer Leverkusen | – referto | Hoffenheim | BayArena |

| Brema 30 agosto 2025, ore 15:30 CEST 2ª giornata | Werder Brema | – referto | Bayer Leverkusen | Weserstadion |

| Leverkusen 12 settembre 2025, ore 20:30 CEST 3ª giornata | Bayer Leverkusen | – referto | Eintracht Francoforte | BayArena |

| Leverkusen 21 settembre 2025, ore 17:30 CEST 4ª giornata | Bayer Leverkusen | – referto | Borussia M'gladbach | BayArena |

| Amburgo 27 settembre 2025, ore 15:30 CEST 5ª giornata | St. Pauli | – referto | Bayer Leverkusen | Millerntor-Stadion |

| Leverkusen 6ª giornata | Bayer Leverkusen | – | Union Berlino | BayArena |

| Magonza 7ª giornata | Magonza | – | Bayer Leverkusen | Mewa Arena |

| Leverkusen 8ª giornata | Bayer Leverkusen | – | Friburgo | BayArena |

| Monaco di Baviera 9ª giornata | Bayern Monaco | – | Bayer Leverkusen | Allianz Arena |

| Leverkusen 10ª giornata | Bayer Leverkusen | – | Heidenheim | BayArena |

| Wolfsburg 11ª giornata | Wolfsburg | – | Bayer Leverkusen | Volkswagen-Arena |

| Leverkusen 12ª giornata | Bayer Leverkusen | – | Borussia Dortmund | BayArena |

| Augusta 13ª giornata | Augusta | – | Bayer Leverkusen | WWK Arena |

| Leverkusen 14ª giornata | Bayer Leverkusen | – | Colonia | BayArena |

| Lipsia 15ª giornata | RB Lipsia | – | Bayer Leverkusen | Red Bull Arena |

| Leverkusen 16ª giornata | Bayer Leverkusen | – | Stoccarda | BayArena |

| Amburgo 17ª giornata | Amburgo | – | Bayer Leverkusen | Volksparkstadion |

#### Girone di ritorno
| Sinsheim 18ª giornata | Hoffenheim | – | Bayer Leverkusen | Rhein-Neckar-Arena |

| Leverkusen 19ª giornata | Bayer Leverkusen | – | Werder Brema | BayArena |

| Francoforte sul Meno 20ª giornata | Eintracht Francoforte | – | Bayer Leverkusen | Waldstadion |

| Mönchengladbach 21ª giornata | Borussia M'gladbach | – | Bayer Leverkusen | Stadion im Borussia-Park |

| Leverkusen 22ª giornata | Bayer Leverkusen | – | St. Pauli | BayArena |

| Berlino 23ª giornata | Union Berlino | – | Bayer Leverkusen | Stadio An der Alten Försterei |

| Leverkusen 24ª giornata | Bayer Leverkusen | – | Magonza | BayArena |

| Friburgo in Brisgovia 25ª giornata | Friburgo | – | Bayer Leverkusen | Europa-Park Stadion |

| Leverkusen 26ª giornata | Bayer Leverkusen | – | Bayern Monaco | BayArena |

| Heidenheim an der Brenz 27ª giornata | Heidenheim | – | Bayer Leverkusen | Voith-Arena |

| Leverkusen 28ª giornata | Bayer Leverkusen | – | Wolfsburg | BayArena |

| Dortmund 29ª giornata | Borussia Dortmund | – | Bayer Leverkusen | Westfalenstadion |

| Leverkusen 30ª giornata | Bayer Leverkusen | – | Augusta | BayArena |

| Colonia 31ª giornata | Colonia | – | Bayer Leverkusen | RheinEnergieStadion |

| Leverkusen 32ª giornata | Bayer Leverkusen | – | RB Lipsia | BayArena |

| Stoccarda 33ª giornata | Stoccarda | – | Bayer Leverkusen | MHPArena |

| Leverkusen 34ª giornata | Bayer Leverkusen | – | Amburgo | BayArena |

### DFB-Pokal
| Arbitro: | Bacher (Amerang) |

|  |           |                                                      |
|  | Marcatori | 32’ Schick 74’ Arthur 84’ Kofane 87’ (rig.) Grimaldo |

## Statistiche

### Statistiche di squadra
| Competizione      | Punti | In casa | In casa | In casa | In casa | In casa | In casa | In trasferta | In trasferta | In trasferta | In trasferta | In trasferta | In trasferta | In campo neutro | In campo neutro | In campo neutro | In campo neutro | In campo neutro | In campo neutro | Totale | Totale | Totale | Totale | Totale | Totale | DR |
| Competizione      | Punti | G       | V       | N       | P       | Gf      | Gs      | G            | V            | N            | P            | Gf           | Gs           | G               | V               | N               | P               | Gf              | Gs              | G      | V      | N      | P      | Gf     | Gs     | DR |
| ----------------- | ----- | ------- | ------- | ------- | ------- | ------- | ------- | ------------ | ------------ | ------------ | ------------ | ------------ | ------------ | --------------- | --------------- | --------------- | --------------- | --------------- | --------------- | ------ | ------ | ------ | ------ | ------ | ------ | -- |
| Bundesliga        | -     |         |         |         |         |         |         |              |              |              |              |              |              | -               | -               | -               | -               | -               | -               |        |        |        |        |        |        |    |
| Coppa di Germania | -     |         |         |         |         |         |         | 1            | 1            | 0            | 0            | 4            | 0            | -               | -               | -               | -               | -               | -               | 1      | 1      | 0      | 0      | 4      | 0      | +4 |
| Champions League  | -     |         |         |         |         |         |         |              |              |              |              |              |              | -               | -               | -               | -               | -               | -               |        |        |        |        |        |        |    |
| Totale            | -     |         |         |         |         |         |         | 1            | 1            | 0            | 0            | 4            | 0            | -               | -               | -               | -               | -               | -               | 1      | 1      | 0      | 0      | 4      | 0      | +4 |

### Andamento in campionato
| Giornata  | 1 | 2 | 3 | 4 | 5 | 6 | 7 | 8 | 9 | 10 | 11 | 12 | 13 | 14 | 15 | 16 | 17 | 18 | 19 | 20 | 21 | 22 | 23 | 24 | 25 | 26 | 27 | 28 | 29 | 30 | 31 | 32 | 33 | 34 |
| --------- | - | - | - | - | - | - | - | - | - | -- | -- | -- | -- | -- | -- | -- | -- | -- | -- | -- | -- | -- | -- | -- | -- | -- | -- | -- | -- | -- | -- | -- | -- | -- |
| Luogo     |   |   |   |   |   |   |   |   |   |    |    |    |    |    |    |    |    |    |    |    |    |    |    |    |    |    |    |    |    |    |    |    |    |    |
| Risultato |   |   |   |   |   |   |   |   |   |    |    |    |    |    |    |    |    |    |    |    |    |    |    |    |    |    |    |    |    |    |    |    |    |    |
| Posizione |   |   |   |   |   |   |   |   |   |    |    |    |    |    |    |    |    |    |    |    |    |    |    |    |    |    |    |    |    |    |    |    |    |    |

Legenda:

Luogo: C = Casa; T = Trasferta. Risultato: V = Vittoria; N = Pareggio; P = Sconfitta.

### Andamento in Champions League
| Giornata  | 1 | 2 | 3 | 4 | 5 | 6 | 7 | 8 |
| --------- | - | - | - | - | - | - | - | - |
| Luogo     |   |   |   |   |   |   |   |   |
| Risultato |   |   |   |   |   |   |   |   |
| Posizione |   |   |   |   |   |   |   |   |

Legenda:

Luogo: C = Casa; T = Trasferta. Risultato: V = Vittoria; N = Pareggio; P = Sconfitta.

### Statistiche dei giocatori
In corsivo i giocatori che hanno lasciato la squadra a stagione già iniziata.
| Giocatore   | Bundesliga | Bundesliga | Bundesliga  | Bundesliga | Coppa di Germania | Coppa di Germania | Coppa di Germania | Coppa di Germania | Champions League | Champions League | Champions League | Champions League | Totale   | Totale | Totale      | Totale     |
| Giocatore   | Presenze   | Reti       | Ammonizioni | Espulsioni | Presenze          | Reti              | Ammonizioni       | Espulsioni        | Presenze         | Reti             | Ammonizioni      | Espulsioni       | Presenze | Reti   | Ammonizioni | Espulsioni |
| ----------- | ---------- | ---------- | ----------- | ---------- | ----------------- | ----------------- | ----------------- | ----------------- | ---------------- | ---------------- | ---------------- | ---------------- | -------- | ------ | ----------- | ---------- |
| A. Adli     | 0          | 0          | 0           | 0          | 1                 | 0                 | 1                 | 0                 | 0                | 0                | 0                | 0                | 1        | 0      | 1           | 0          |
| R. Andrich  | 0          | 0          | 0           | 0          | 1                 | 0                 | 0                 | 0                 | 0                | 0                | 0                | 0                | 1        | 0      | 0           | 0          |
| Arthur      | 0          | 0          | 0           | 0          | 1                 | 1                 | 0                 | 0                 | 0                | 0                | 0                | 0                | 1        | 1      | 0           | 0          |
| J. Belocian | 0          | 0          | 0           | 0          | 0                 | 0                 | 0                 | 0                 | 0                | 0                | 0                | 0                | 0        | 0      | 0           | 0          |
| J. Blaswich | 0          | 0          | 0           | 0          | 0                 | 0                 | 0                 | 0                 | 0                | 0                | 0                | 0                | 0        | 0      | 0           | 0          |
| V. Boniface | 0          | 0          | 0           | 0          | 0                 | 0                 | 0                 | 0                 | 0                | 0                | 0                | 0                | 0        | 0      | 0           | 0          |
| E. Buendía  | 0          | 0          | 0           | 0          | 0                 | 0                 | 0                 | 0                 | 0                | 0                | 0                | 0                | 0        | 0      | 0           | 0          |
| M. Flekken  | 0          | -0         | 0           | 0          | 1                 | -0                | 0                 | 0                 | 0                | -0               | 0                | 0                | 1        | -0     | 0           | 0          |
| A. García   | 0          | 0          | 0           | 0          | 1                 | 0                 | 0                 | 0                 | 0                | 0                | 0                | 0                | 1        | 0      | 0           | 0          |
| A. Grimaldo | 0          | 0          | 0           | 0          | 1                 | 1                 | 0                 | 0                 | 0                | 0                | 0                | 0                | 1        | 1      | 0           | 0          |
| P. Hincapié | 0          | 0          | 0           | 0          | 1                 | 0                 | 0                 | 0                 | 0                | 0                | 0                | 0                | 1        | 0      | 0           | 0          |
| J. Hofmann  | 0          | 0          | 0           | 0          | 0                 | 0                 | 0                 | 0                 | 0                | 0                | 0                | 0                | 0        | 0      | 0           | 0          |
| C. Kofane   | 0          | 0          | 0           | 0          | 1                 | 1                 | 0                 | 0                 | 0                | 0                | 0                | 0                | 1        | 1      | 0           | 0          |
| I. Maza     | 0          | 0          | 0           | 0          | 1                 | 0                 | 0                 | 0                 | 0                | 0                | 0                | 0                | 1        | 0      | 0           | 0          |
| J. Mensah   | 0          | 0          | 0           | 0          | 1                 | 0                 | 0                 | 0                 | 0                | 0                | 0                | 0                | 1        | 0      | 0           | 0          |
| E. Palacios | 0          | 0          | 0           | 0          | 0                 | 0                 | 0                 | 0                 | 0                | 0                | 0                | 0                | 0        | 0      | 0           | 0          |
| E. Poku     | 0          | 0          | 0           | 0          | 1                 | 0                 | 0                 | 0                 | 0                | 0                | 0                | 0                | 1        | 0      | 0           | 0          |
| J. Quansah  | 0          | 0          | 0           | 0          | 1                 | 0                 | 0                 | 0                 | 0                | 0                | 0                | 0                | 1        | 0      | 0           | 0          |
| P. Schick   | 0          | 0          | 0           | 0          | 1                 | 1                 | 0                 | 0                 | 0                | 0                | 0                | 0                | 1        | 1      | 0           | 0          |
| A. Tape     | 0          | 0          | 0           | 0          | 1                 | 0                 | 0                 | 0                 | 0                | 0                | 0                | 0                | 1        | 0      | 0           | 0          |
| E. Tapsoba  | 0          | 0          | 0           | 0          | 1                 | 0                 | 1                 | 0                 | 0                | 0                | 0                | 0                | 1        | 0      | 1           | 0          |
| N. Tella    | 0          | 0          | 0           | 0          | 1                 | 0                 | 0                 | 0                 | 0                | 0                | 0                | 0                | 1        | 0      | 0           | 0          |
| M. Terrier  | 0          | 0          | 0           | 0          | 0                 | 0                 | 0                 | 0                 | 0                | 0                | 0                | 0                | 0        | 0      | 0           | 0          |
| M. Tillman  | 0          | 0          | 0           | 0          | 0                 | 0                 | 0                 | 0                 | 0                | 0                | 0                | 0                | 0        | 0      | 0           | 0          |